# Vabres-l'Abbaye
Vabres-l'Abbaye là một xã trong vùng Occitanie, thuộc tỉnh Aveyron, quận Millau, tổng Saint-Affrique. Tọa độ địa lý của xã là 43° 56' vĩ độ bắc, 02° 50' kinh độ đông. Vabres-l'Abbaye nằm trên độ cao trung bình là 310 mét trên mực nước biển, có điểm thấp nhất là 299 mét và điểm cao nhất là 730 mét. Xã có diện tích 41,36 km², dân số vào thời điểm 1999 là 1127 người; mật độ dân số là 27 người/km².

## Thông tin nhân khẩu
| 1962 | 1968 | 1975 | 1982 | 1990  | 1999  |
| ---- | ---- | ---- | ---- | ----- | ----- |
| 756  | 722  | 732  | 882  | 1 111 | 1 085 |

## Địa điểm tham quan
- Dinh thự tổng giám mục
- Nhà thờ lớn Saint-Sauveur